# Őszibarack-iszalag-levéltetű
Az őszibarack-iszalag-levéltetű (Myzus varians), a rovarok (Insecta) osztályába, ezen belül a félfedelesszárnyúak (Hemiptera) rendjének valódi levéltetűfélék (Aphididae) családjába tartozó faj.
Az őszibarack és a dísznövényként is elterjedt iszalagfélék kártevője.

## Megjelenése
A szárnyatlan nőstények hossza 2,4 mm, színezetük világoszöld. Potrohcsövük proximális fele a testhez hasonlóan zöld, a második fele fekete.
A szárnyas nemzedék nőstényeinek hossza 2,2 mm, fejük és toruk fekete, potrohuk világoszöld egységes fekete középfolttal és négy-négy oldalfolttal.

## Életmódja
Elsődleges tápnövénye az őszibarack, melyen a tavaszi és őszi hónapokban élősködik. A nyári hónapok alatt iszalagfélékre repül át, csak kisebb telepek maradnak az őszibarackon.

### Nemzedékváltása
Az áttelelő petékből kikelő lárvák áprilisban fejlődnek ősanyákká. Ezek utódnemzedékei folyamatosan jönnek létre szűznemzéssel, elevenszüléssel.
Májustól kezdve megjelennek a szárnyas egyedek, és különböző -kertben is ültetett- iszalagfélékre települnek át. A nyári szárnyatlan nemzedékek jórészt, e tápnövényeken fejlődnek, csak kisebb telepek maradnak a barackfákon.
Az iszalagokon nyár végén már szárnyas nőstények, később hímek fejlődnek, amik októberben visszarepülnek az őszibarackra, ahol párosodnak és rövidesen megkezdik az áttelelő peték lerakását a hajtások rügyei mellé.

## Kártétele
Szívogatásuk nyomán jellegzetes kárkép alakul ki. Az őszibarack levelei hosszirányban, a főér mentén a fonák felé csőrszerűen besodródnak.
Az őszibarack fajtájától függően a besodródott levelek el is színeződhetnek, a súlyosan fertőzött hajtásokról a levelek nyár végére lehullanak.
Kártétele ott igazán jelentős, ahol a nyári tápnövényei is bőségesen rendelkezésére állnak, ami gyakorta előfordul, hiszen az iszalagok a kertvárosok, kertek kedvelt dísznövényei közé tartoznak.

### Védekezés
Fontos a fertőzött növényi részek rendszeres begyűjtése és megsemmisítése.
Vegyszeres védekezésre is lehetőség van ellenük.